# Vallée de l'Allier sud
Vallée de l'Allier sud este o arie protejată (sit de importanță comunitară — SCI) din Franța întinsă pe o suprafață de 2.091,9 ha, integral pe uscat.

## Localizare
Centrul sitului Vallée de l'Allier sud este situat la coordonatele 46°11′24″N 3°25′04″E / 46.19°N 3.41778°E.

## Înființare
Situl Vallée de l'Allier sud a fost declarat arie specială de conservare în baza directivei 92/43 din 1992 referitoare la conservarea habitatelor naturale și a faunei și florei sălbatice pentru a proteja 1 specie de plante și 14 specii de animale.

## Biodiversitate
Situată în ecoregiunea continentală, aria protejată conține 12 habitate naturale: Lacuri eutrofice naturale cu vegetație de tip Magnopotamion sau Hydrocharition, Liziere de ierburi înalte hidrofile de câmpie și de nivel montan până la alpin, Păduri aluvionare cu Alnus glutinosa și Fraxinus excelsior (Alno-Padion, Alnion incanae, Salicion albae), Păduri mixte riverane de Quercus robur, Ulmus laevis și Ulmus minor, Fraxinus excelsior sau Fraxinus angustifolia, de-a lungul marilor râuri (Ulmenion minoris), Vegetație psamofilă uscată cu pășuni deschise de Corynephorus și Agrostis, Fânețe de joasă altitudine (Alopecurus pratensis, Sanguisorba officinalis), Ape stătătoare oligotrofe până la mezotrofe, cu vegetație de Littorelletea uniflorae și/sau de Isoëto-Nanojuncetea, Roci stâncoase cu vegetație pionieră de Sedo-Scleranthion sau Sedo albi-Veronicion dillenii, Râuri cu maluri nămoloase cu vegetație de Chenopodion rubri p.p. și Bidention p.p., Cursuri de apă de la nivel de câmpie la nivel montan, cu vegetație Ranunculion fluitantis și Callitricho-Batrachion, Pajiști calcaroase din nisipuri xerice, Pajiști uscate seminaturale și facies de acoperire cu tufișuri pe substraturi calcaroase (Festuco-Brometalia) (* situri importante pentru orhidee).
La baza desemnării sitului se află mai multe specii protejate:
- plante (1): Marsilea quadrifolia
- amfibieni (2): izvoraș-cu-burta-galbenă (Bombina variegata), triton cu creastă (Triturus cristatus)
- mamifere (3): liliac cârn (Barbastella barbastellus), castor (Castor fiber), vidră de râu (Lutra lutra)
- nevertebrate (5): croitorul mare al stejarului (Cerambyx cerdo), Coenagrion mercuriale, rădașcă (Lucanus cervus), fluturele purpuriu (Lycaena dispar), Ophiogomphus cecilia
- pești (3): Alosa alosa, Petromyzon marinus, somonul (Salmo salar)
- reptile (1): țestoasa de baltă (Emys orbicularis)

Pe lângă speciile protejate, pe teritoriul sitului au mai fost identificate 6 specii de plante, 91 de specii de păsări, 2 specii de amfibieni, 3 specii de mamifere, 3 specii de pești, 3 specii de reptile.